# ناثان كلارك (سياسي)
ناثان كلارك (بالإنجليزية: Nathan Clark)‏ هو سياسي أمريكي، ولد في 21 يوليو 1718، وتوفي في 8 أبريل 1792. انتخب عضو مجلس نواب فيرمونت.